# Astrid Gramajo
Astrid Azucena Gramajo Ramirez ist eine guatemaltekische Fußballschiedsrichterin.
Seit 2017 steht Gramajo auf der Liste der FIFA-Schiedsrichter und leitet internationale Fußballpartien.
Bei der CONCACAF W Championship 2022 leitete Gramajo zwei Spiele, darunter das Halbfinale zwischen den Vereinigten Staaten und Costa Rica (3:0). Bei der CONCACAF U-20-Meisterschaft 2023 in der Dominikanischen Republik leitete sie ein Gruppenspiel und das Halbfinale zwischen Mexiko und Kanada (2:1).
Zudem wurde sie bei der U-20-Weltmeisterschaft 2024 in Kolumbien als Schiedsrichterin eingesetzt.